# ظاهرة كير

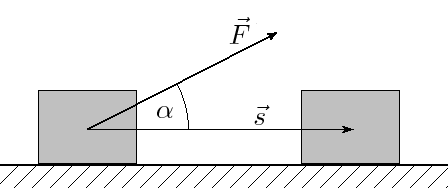

ظاهرة كير (Kerr Effect) فتبين وجود معامل انكسار رباعي، أي معامل انكسار له اربع قيم تظهر بناء على قيمة المجال الكهربائي E.

## مقدمة
في علم البصريات الغير خطية، أي في علم المواد التي تكون فيها العلاقة بين القطبية وحدة المجال الكهربائي غير خطية، في هذه المواد يمكن لنا أن نلاحظ ما يسمى بظاهرة كير. تتمثل الظاهرة في أنه إذا أخضعنا مادة كالتي ذكرناها أعلاه لحقل كهربائي فإن انكسار الضوء على أو في هذه المادة يتغير أي أن الزاوية التي يحدثها الشعاع الضوئي مع مسطح المادة يختلف حسب المجال الكهربائي الذي نخضعها إياه.
ما يحدث هو أن معامل الانكسار n يتغير بعلاقة تربيعية مع المجال الكهربائي الذي تتعرض له البلورة أو المادة ومن الممكن أن ينتج انكسار مزدوج على مسطح البلورة وفي داخلها. الحقل الكهربائي مسؤول عن تغيير استقطاب الذرات في البلورة، ويتغير معامل الانكسار وبذلك تتغير الخصائص الإستقطابية حسب متسلسلة فورييه وفق المعادلة التالية:
{\displaystyle n(E)=n_{0}+S_{1}\cdot E+S_{2}\cdot E^{2}+\dots }
سميت هذه الظاهرة باسم الفيزيائي السكوتلاندي جون كير (1824-1907) الذي إكتشفه سنة 1875

## مواضيع ذات صلة
ظاهرة بوكل
انكسار مزدوج